# Euphony
Euphony was een Belgisch-Nederlands bedrijf dat telecommunicatie- en energiediensten aanbood in de Benelux. De Belgische tak van het bedrijf werd begin april 2014 failliet verklaard. De Nederlandse tak ging verder onder de naam Mobicross.

## Geschiedenis
Euphony was sinds mei 2000 actief in België onder de naam Euphony Benelux. In 2001 werd uitgebreid naar Nederland. Er waren in 2012 640.000 klanten in België en 70.000 in Nederland. In 2010 werd de Benelux-tak via een managementbuy-out afgesplitst van het Britse moederbedrijf Euphony Communications Ltd.
In 2013 kwam het bedrijf in België in financiële problemen. De Belgische tak ging begin april 2014 failliet. De Nederlandse tak werd in juni 2014 overgenomen door een groep Nederlandse investeerders en ging verder onder de naam Mobicross. De Belgische klanten werden overgenomen door het toenmalige Mobistar (nu Orange).
Het oorspronkelijke moederbedrijf Euphony Communications Ltd kwam ook in de financiële problemen en werd in 2010 hernoemd naar Hive telecom. Hiermee is de naam Euphony niet meer verbonden aan Energie en Telecommunicatie.

## Organisatie

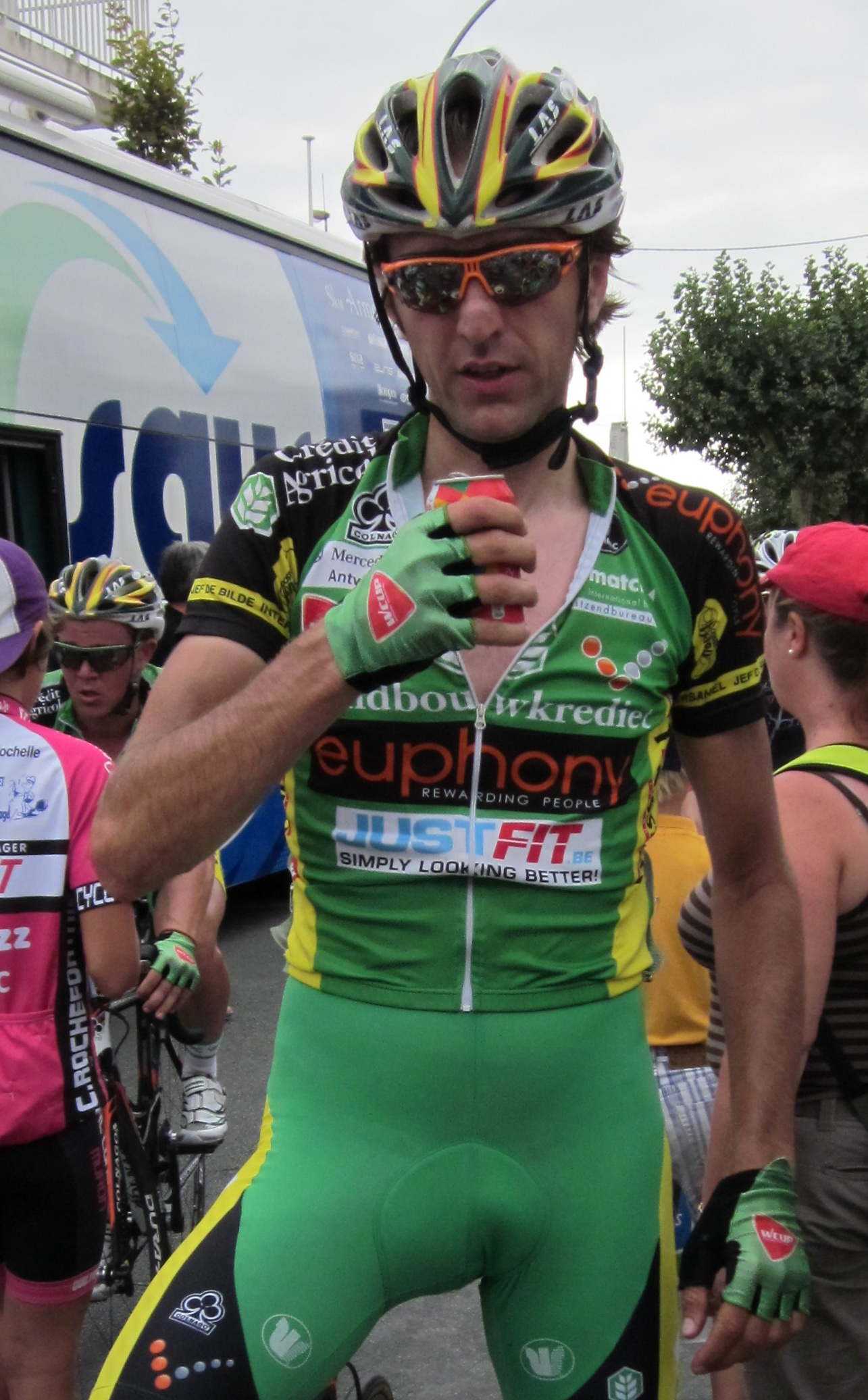
Dirk Bellemakers van de wielerploeg Euphony bij de aankomst van de eerste etappe van de Tour du Poitou-Charentes 2012.

Het bedrijf verkocht diensten van meerdere providers. Sommige van deze diensten werden verkocht onder de gewone merknaam van de provider waar ze waren ingekocht, maar er werden ook vastelijn- internet-, en mobiele telefoniediensten onder eigen beheer en merknaam verkocht. Er werd gewerkt volgens het principe van multi-level marketing. Volgens het bedrijf zelf waren er 5000 zogenaamde "consultants" als zelfstandige in het netwerk actief. Om consultant te worden diende een persoon een eenmalige betaling van €350,- te doen. Hierna konden van Euphony "producten" gekocht worden en doorverkocht aan klanten. Wanneer een consultant een ander individu inschreef kwam deze 'onder' hem te staan, waardoor een "team" opgebouwd werd. Dit wekte de schijn dat er veel geld te verdienen was. Voor iedere aangeworven klant/consultant werd een kleine vergoeding overgemaakt en er werd een percentage van de verkopen door die consultants aan de oorspronkelijke inschrijver afgestaan. Via workshops en presentaties trachtte Euphony om meer consultants aan te trekken. Het bleek vanwege de opzet een moeilijke zaak om via dit systeem een inkomen te verwerven voor deelnemers die laag in de piramide-achtige opzet stonden. Het bedrijf had in haar hoogtijdagen kantoren in Antwerpen, Belgrade en Nieuwegein.

## Sponsoring
Euphony was de hoofdsponsor in het jaar 2013 van de Nederlandse voetbalploeg Willem II. Tot 2013 de hoofdsponsor van het Belgische KRC Genk en voordien shirtsponsor van Go Ahead Eagles in het voetbalseizoen 2012/2013. Verder werden in België volleybal, wielrennen, paardensport en hockey gesponsord.
In 2013 kwam het bedrijf in België in financiële problemen waardoor verplichtingen naar een van de sportverenigingen, KRC Genk toe niet meer konden worden nagekomen.